# Epirrhoe kerteszi
Epirrhoe kerteszi är en fjärilsart som beskrevs av Aigner 1906. Epirrhoe kerteszi ingår i släktet Epirrhoe och familjen mätare. Inga underarter finns listade i Catalogue of Life.